# Жёлтиков монастырь
Успе́нский Жёлтиков монасты́рь — уничтоженный в советское время православный мужской монастырь, под Тверью, один из наиболее значительных религиозно-культурных центров средневекового Тверского княжества.

## История
Успенский Жёлтиков мужской монастырь был одним из древнейших на тверской земле. Он основан в 1394 году, в княжение Михаила Александровича, епископом Арсением. С западной стороны монастырь окружала сосновая роща. Местность эта в давние времена называлась Жёлтиково и связывалась историческими преданиями с событиями примирения после долгой вражды Тверских удельных князей с Московским князем Василием Дмитриевичем в конце XIV века. Расположенный на левом берегу Тьмаки при въезде в Тверь со стороны Старицы монастырь на протяжении многих столетий играл важную роль в защите юго-западных рубежей города от вражеских нападений.
Первый деревянный храм обители выстроили в 1394 году и освятили во имя преподобных Антония и Феодосия Печерских — в память о бытности Арсения, до возведения его в сан архиепископа тверского в 1390 году, постриженником Киево-Печерской лавры. В 1404 году в центре обители возвели каменный соборный храм во имя Успения Пресвятой Богородицы. В 1409 году владыка Арсений умер и был погребён в обители.
В начале XVII века монастырь разорили польско-литовские интервенты. Многие постройки его были сожжены. С 1630-х годов обитель понемногу стала восстанавливаться, а в 1654 году перестроили главный собор.
Расцвет монастыря, пользовавшегося особым покровительством Петра I, пришёлся на первую четверть XVIII столетия. В это время были возведены Алексеевская церковь (1709) с примыкавшими к ней палатами (1716), новая церковь Антония и Феодосия Печерских (1709) и новый Успенский собор (1713—1722), сформировавшие основную архитектурную композицию монастырского комплекса, сохранявшуюся вплоть до закрытия обители в 1928 году. В XVIII веке монастырь обнесли высокой каменной оградой с крытыми галереями-переходами и двумя угловыми башнями. В 1789 году в монастыре был похоронен Михаил Коняев — капитан генерал-майорского ранга, герой русско-турецкой войны 1768—1774 годов. В 1805—1807 годах настоятелем монастыря был иеромонах Александр.
В начале XX столетия на территории монастыря находились Успенский собор, Алексеевская церковь с примыкавшими к ней палатами (справа от въездных ворот), церковь Антония и Феодосия, а близ неё — братские и настоятельский корпуса (1837). В восточной части обители располагались въездные ворота (1833). Шатровая колокольня 1833 года. Пространство между палатами царевича Алексея и собором занимал монастырский сад.
Царские чертоги монастыря были взорваны в 1930 году. Старая колокольня разобрана полностью; у новой трехъярусной колокольни 1914 года верхних два яруса были разобраны на кирпичи в 1930 году. До начала войны 1941—1945 годов на территории монастыря располагались авиамастерские, в соборе был устроен магазин. В основном монастырь пострадал в октябре 1941 года при отступлении Красной армии из Твери (тогда — Калинина). Были взорваны жилой настоятельский корпус, Успенский собор, церковь Антония и Феодосия, ограда, ризничная-часовня и Алексеевская церковь. В послевоенное время на территории монастыря был устроен склад военной части. В 1945 году Жёлтиков монастырь был снят с госохраны.
В настоящее время[когда?]

 областной комитет по охране историко-культурного наследия оформляет вновь взятые под охрану территории и остатки построек Жёлтикова монастыря. В августе-сентябре 2021 года в ходе раскопок на территории Успенского Жёлтикова монастыря под Тверью был обнаружен фундамент Алексеевской церкви. Церковь была построена незадолго до 1709 года, а снесена весной-летом 1931 года.

## Настоятели
- Арсений (1394 — 2 марта 1409), игумен
- Илия (ранее 1435), игумен
- Феодосий (Голосницкий) (1753—1755), архимандрит
- Тихон Задонский (18 января 1759—1760), архимандрит
- Варлаам (Петров) (до 1768), игумен
- Арсений (Москвин) (1784—1789), игумен
- Андрей (Смолин) (22 июля 1801 — 7 декабря 1804), архимандрит
- Александр (Ушмарский) (15 ноября 1805 — 30 мая 1807)
- Сергий (Орлов) (до 1847), архимандрит
- Платон (Казанский) (1848 — 9 января 1865)
- Гавриил (Голосов) (17 января 1882 — 12 декабря 1886)
- Геннадий (Левицкий) (1886 — май 1891)
- Гавриил (Голосов) (1916 — 26 августа 1916)
- Филарет (Никольский) (декабрь 1916 — 17 февраль 1918)
- Петр (Зверев) (6 марта 1918 — 15 февраля 1919)
- Борис (Соколов) (вторая половина 1919)
- Агапит (Евдокимов) (с 14 января 2019[3]), иеромонах